# Rhizinaceae
Rhizinaceae Bonord. – rodzina grzybów należąca do rzędu kustrzebkowców (Pezizales).

## Systematyka
Pozycja w klasyfikacji według Index Fungorum: Pezizales, Pezizomycetidae, Pezizomycetes, Pezizomycotina, Ascomycota, Fungi.
Według aktualizowanej klasyfikacji Index Fungorum bazującej na Dictionary of the Fungi do rodziny Otideaceae należą rodzaje:
- Phymatotrichopsis Hennebert 1973
- Rhizina Fr. 1815 – przyczepka

Nazwa polska według M.A. Chmiel.